# Штеттинский договор (1653)
Штеттинский договор (1653), (нем. Stettiner Allianz (1653), швед. Fördraget i Stettin) — юридический документ, которым был определён спор о наследовании земель и правовом статусе Герцогства Померания. Договор был подписан между королевством Швеция и курфюршеством Бранденбург 4 мая 1653 года в городе Штеттин (ныне Щецин).

## История

### Предпосылки создания
С 1618 по 1648 год на территории немецких княжеств шла опустошительная Тридцатилетняя война. Швеция, имея собственные амбициозные планы в Балтийском регионе, опасалась захвата северных немецких княжеств Габсбургами и тем самым создания мощного государства, что угрожало бы уже самой Швеции. Густав II Адольф убедил государственный совет и риксдаг в необходимости военной поддержки протестантской коалиции. Уже в 1630 году шведская армия высадилась в Померании и одержала важную победу в битве при Брейтенфельде.
В 1637 году скончался бездетный герцог Померании — Богуслав XIV. Поскольку прямые наследники трона отсутствовали, его владения разделили между собой курфюрст Бранденбурга Георг Вильгельм (имевший непосредственные права на земли Померании согласно договору между двумя династиями от 1464 года) и шведский король Густав II Адольф (женой которого была родная сестра Георга Вильгельма — Мария Элеонора Бранденбургская). Более того, жена Богуслава XIV Елизавета Шлезвиг-Гольштейн-Зондербургская приходилась родственницей королю Швеции.
Принуждённый заключить с Швецией союз в 1631 году бранденбургский курфюрст проявил пассивность в своих действиях и всячески старался уклониться от помощи шведскому королю. Более того, в 1635 году Георг Вильгельм заключил с императором Священной Римской империи мирное соглашение (Пражский мир). После этого события разгневанные шведы принялись опустошать земли Герцогства Померания.
Спор между двумя государствами о правопреемстве померанских земель был одним из ключевых вопросов, поднимавшихся во время Вестфальского мира. При рассмотрении требований Швеции ей гарантировалась передача западной части Померании. Управление вновь приобретенными землями перешло к шведской военной администрации. Однако Вестфальский мир не указал чётко, как нужно разделить земли Померании между Швецией и Бранденбургом. Обе стороны заявляли свои притязания на всё герцогство Померания целиком. Конфликт между странами оставался нерешённым до 1653 года, когда был созван совет в городе Штеттин.

### Подписание
4 мая 1653 года в городе Штеттин встретились две делегации — шведская и бранденбург-прусская. Целью участников был поиск компромисса, а также юридическое закрепление территорий, которые отойдут под управление каждой из стран. Граница, которая разделила герцогство Померания на две части, была линией, ведущей к востоку от реки Одер. Области к западу от этой линии отошли к Швеции и получили название Шведская Померания. Районы к востоку от этой условной линии были переданы в состав курфюршества Бранденбург и получили название Восточная Померания. Более того, половина таможенных доходов в городах Восточной Померании продолжала взиматься Шведской стороной. Первое заседание бранденбургского ландтага на вновь присоединённой территории Восточной Померании состоялось 19 июля 1653 года в Старгарде. В 1654 году вывод войск и сворачивание военной администрации Швеции на территории Восточной Померании было официально завершено.